# Frigorifero

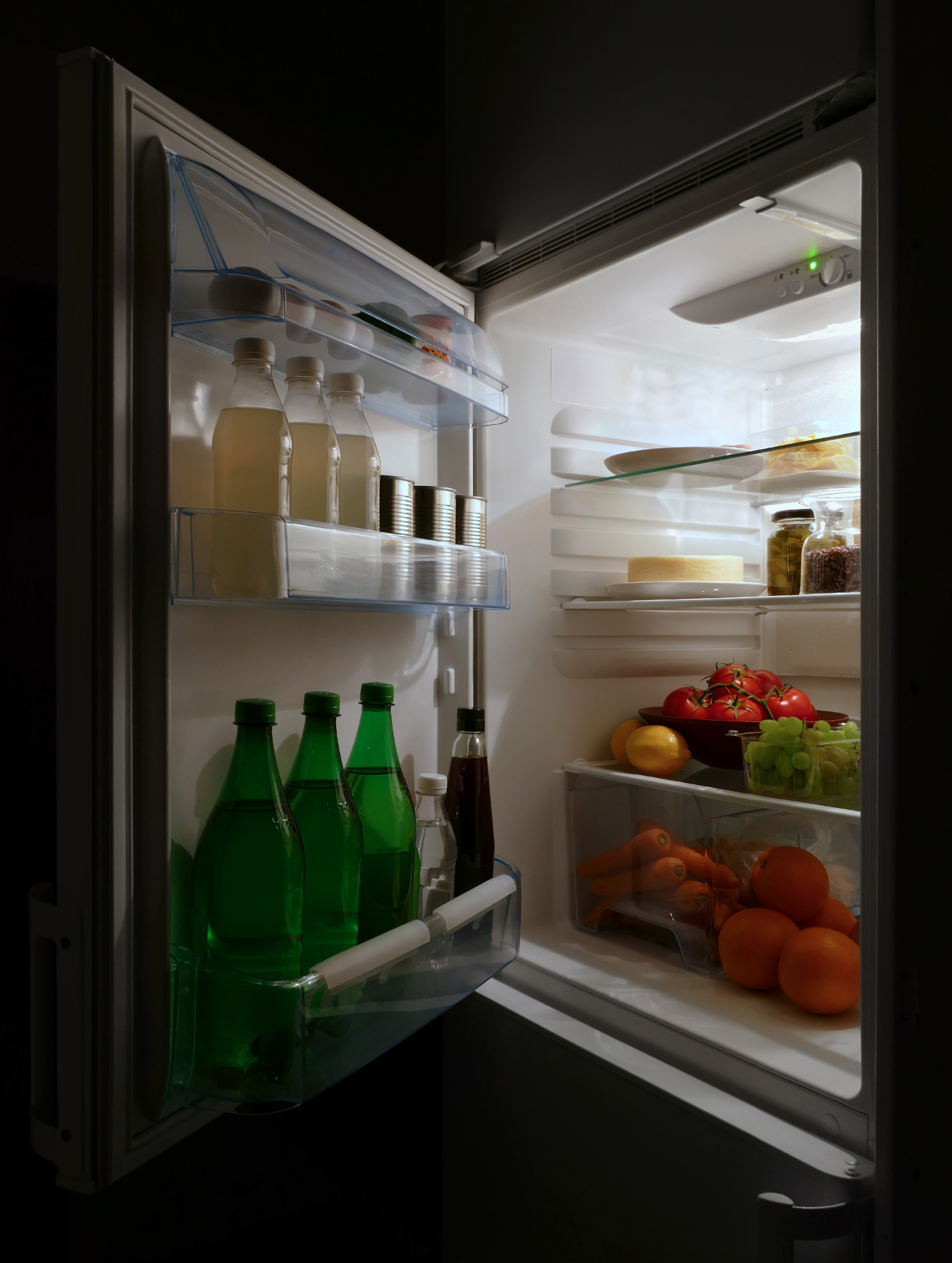
Tipico frigorifero domestico con anta aperta riempito di generi alimentari

Il frigorifero (termine moderno formato dall'unione del tema del latino frigor, «freddo», e di quello del verbo fero, «portare»), anche detto frigidaire (per antonomasia con la marca omonima di frigoriferi, prima produzione in serie), abbreviato in frigo, è un elettrodomestico la cui funzione è la conservazione del cibo attraverso l'impiego di una camera isolata dall'esterno in cui è praticata una condizione di bassa temperatura termoregolata al fine di rallentare la crescita dei batteri e la decomposizione degli alimenti. Molti modelli di frigorifero includono anche un congelatore nel medesimo corpo del dispositivo.
Il frigorifero fa parte della categoria dei "grandi elettrodomestici", anche chiamati "elettrodomestici bianchi", a cui appartengono anche la lavatrice, il congelatore, la lavastoviglie, la lavasciuga e il condizionatore.
È un apparecchio relativamente moderno in cucina, in cui ha sostituito la vecchia ghiacciaia, mentre un tempo, nella conservazione di alcuni alimenti, veniva impiegata la salagione.

## Storia

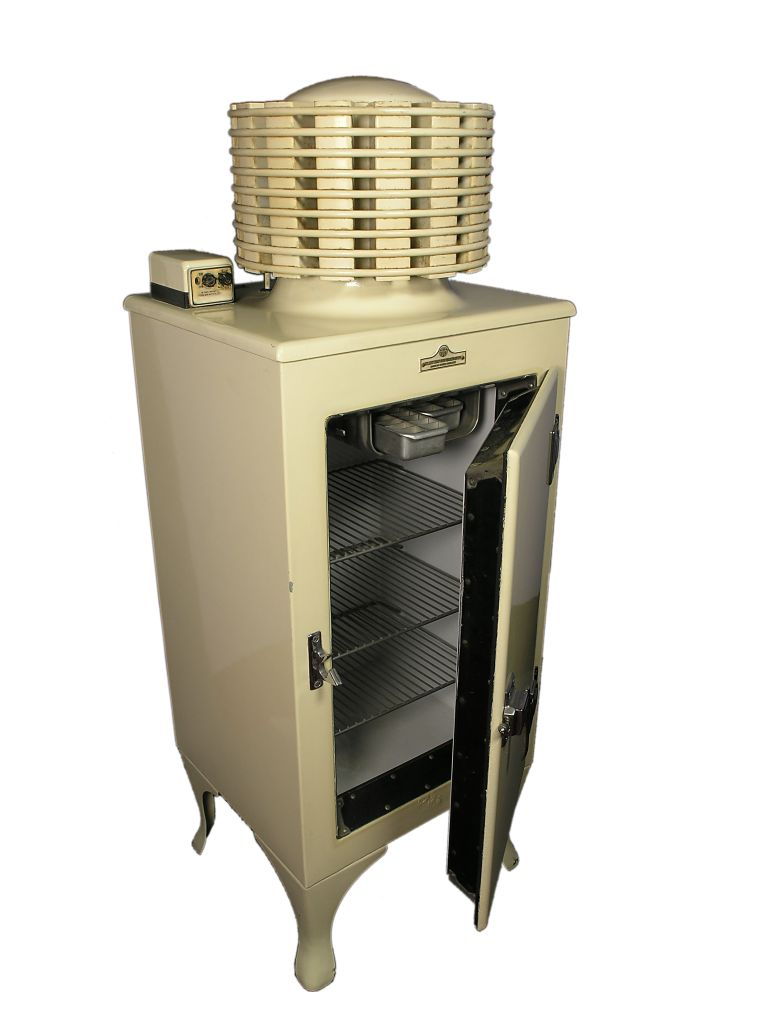
Uno dei primi frigoriferi con scambiatore di calore cilindrico in cima. Attualmente collocato nella collezione Thinktank, Birmingham Science Museum.

L'impiego del freddo per la conservazione degli alimenti è una pratica consolidata da secoli, ma, mancando in passato i sistemi moderni per generarlo, l'unico modo con cui si poteva mantenere un ambiente a temperature basse per molti mesi all'anno era quello di costruire ghiacciaie sotterranee (chiamate anche "neviere"), caricate durante l'inverno con neve e ghiaccio.
Un rudimentale esempio di frigorifero lo aveva la scrittrice Mary Randolph nella sua pensione di Richmond, inaugurata nel 1807. Nel mese di maggio del 1815, Harriott Pinckney Horry trascorse alcuni giorni nella struttura di Randolph e descrisse il frigorifero nel suo diario. All'interno di una scatola di circa un metro per un metro vi era un altro contenitore più piccolo di dieci centimetri. Lo spazio vuoto tra i due era stato colmato di carbone in polvere e il frigorifero veniva riempito ogni giorno con del ghiaccio per raffreddare il burro, la carne e altri cibi. La seconda edizione del Virginia Housewife di Randolph, pubblicata nel 1825, è l'unica che contiene dei disegni di una vasca da bagno e di tale congelatore. Anni dopo, Samuel Mordecai asserì che Randolph avrebbe inventato i moderni frigoriferi e che il suo design sarebbe stato rubato e brevettato da uno yankee che fu ospite nella pensione di Randolph. Tuttavia, tale storia risulta falsa.
Durante il XIX secolo la «conquista del freddo», ossia l'invenzione della macchina frigorifera, rivoluziona il settore della conservazione degli alimenti. Il primo brevetto di tale macchina, di cui si abbia oggi copia cartacea originale integrale, è datato 6 maggio 1851 ed è per opera dello statunitense John Gorrie. Di un brevetto precedente dell'inglese Jacob Perkins, datato 14 agosto 1835, si è conservato il solo testo. Successivi perfezionamenti furono apportati dal tedesco Windhausen, dall'inglese Reece e dal francese Charles Tellier. A differenza di Gorrie, questi ultimi realizzarono un «ciclo chiuso» con recupero del gas evaporato, che il primo perdeva completamente.
A Tellier si deve la realizzazione del primo impianto frigorifero su un piroscafo, le frigorifique, che nel 1876 trasportò in Francia un carico di carne precedentemente macellata in Argentina, compiendo un viaggio della durata di 105 giorni. La tecnica venne poi applicata ai vagoni ferroviari, come nel caso del treno intercontinentale che partiva dalla California. Sul piano alimentare tutto questo significò il superamento delle tecniche tradizionali di conservazione (per salagione, per essiccazione, ecc.), la cui caratteristica comune era quella di alterare le qualità nutrizionali e organolettiche degli alimenti. Con la conquista del freddo invece si riuscivano a trasportare e conservare i prodotti per lunghi periodi mantenendo caratteristiche simili a quelle originali.
Lo sviluppo del commercio intercontinentale, oltre a garantire maggiori quantità di derrate alimentari, portò al fenomeno chiamato da molti storici "delocalizzazione dei gusti alimentari": mentre fino ai secoli precedenti la gente si nutriva quasi esclusivamente di alimenti prodotti nella zona in cui viveva, grazie alla "conquista del freddo" alle persone fu possibile accedere a cibi esotici, prodotti a migliaia di chilometri di distanza. Oltre ai prodotti consumati, anche il gusto cominciò a "delocalizzarsi" dando origine a un processo di globalizzazione alimentare che culminò con la fine del XX secolo.
Il primo frigorifero domestico, del 1913, era in realtà un armadio in cui doveva essere caricato del ghiaccio. Nel 1915 lo statunitense Alfred Mellowes fu il primo a realizzare frigoriferi analoghi a quelli moderni, ossia dotati di un compressore che produce il freddo localmente e autonomamente. L'idea si rivelò talmente buona da spingere tre anni dopo la General Motors ad acquisirne i diritti e inaugurare una produzione in serie col marchio Frigidaire.
Un frigorifero senza parti in movimento è stato brevettato da Albert Einstein e Leó Szilárd nel 1930.
Dal 1931 l'ammoniaca venne sostituita da delle miscele di clorofluorocarburi (CFC), note col nome commerciale di "freon". A partire dagli anni 1990, l'utilizzo dei CFC per uso frigorifero è stato progressivamente prima limitato e poi vietato totalmente, in quanto essi sono ritenuti responsabili del buco nell'ozono atmosferico. Attualmente i fluidi refrigeranti più usati sono isobutano, ammoniaca e R-134a.
A partire dai primi anni 2010 si stanno diffondendo i cosiddetti "frigoriferi smart", che hanno la capacità di connessione a Internet. Tali frigoriferi possono essere considerati dispositivi domotici e facenti parte dell'Internet delle cose.

## Principio di funzionamento

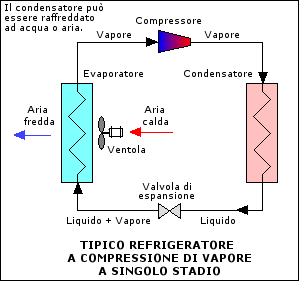
Rappresentazione di un ciclo frigorifero

Il funzionamento di un frigorifero è basato sul principio del ciclo frigorifero, che è schematizzabile nelle seguenti fasi:
- il refrigerante, inizialmente allo stato gassoso, viene compresso per mezzo di un compressore;[15] come conseguenza della compressione (aumento di pressione) si ha un aumento della temperatura del refrigerante;[15]
- la temperatura del refrigerante viene poi abbassata grazie all'azione di una serpentina di raffreddamento (o "griglia esterna") presente generalmente nella parte posteriore del frigorifero;[15] la serpentina metallica e alettata funge quindi da condensatore; in altre parole la serpentina facilita il transito del fluido refrigerante gassoso, ad alta pressione e alta temperatura, allo stato liquido, cedendo il suo calore all'ambiente, con o senza l'aiuto di un ventilatore assiale; l'estrazione del calore durante questa fase avviene in maniera spontanea, in quanto il fluido refrigerante all'uscita dal compressore ha una temperatura maggiore della temperatura ambiente, per cui durante l'attraversamento della serpentina, venendo in contatto termico con l'ambiente, il refrigerante porta la propria temperatura a una temperatura minore e successivamente passa dallo stato gassoso allo stato liquido;[16]
- dopo essere stato filtrato da un eventuale filtro essiccatore posto subito dopo il condensatore e aver attraversato un eventuale accumulatore di refrigerante liquido, per mezzo di una valvola di laminazione o valvola termostatica o, più frequentemente, di un semplicissimo tubo capillare, viene abbassata la pressione e di conseguenza la temperatura del refrigerante, che passa dallo stato liquido a una miscela bifase gas-liquido;
- il refrigerante viene quindi fatto circolare nel vano interno del frigorifero attraverso un evaporatore; in seguito, il refrigerante viene iniettato all'interno dell'evaporatore grazie alla pressione esistente nel lato aspirante il liquido; nell'evaporatore il refrigerante assorbe il calore dei cibi all'interno del frigorifero, aumenta la sua temperatura e ritorna allo stato gassoso;
- il refrigerante, allo stato gassoso, viene quindi riportato al compressore per cominciare un nuovo ciclo;
- il ciclo si ripete in continuazione fino a quando non viene interrotto da un termostato, che toglie l'alimentazione elettrica al compressore quando all'interno del frigorifero viene raggiunta la temperatura impostata. Il sistema viene messo nuovamente in funzione una volta che la temperatura interna del frigorifero avrà superato il valore impostato sommato a un valore fisso definito come l'isteresi del termostato. Il riavvio del compressore viene quindi effettuato a una temperatura di poco superiore a quella impostata, in modo da prevenirne accensioni e spegnimenti troppo frequenti, che finirebbero per usurarlo rapidamente.

Il termostato può essere di tipo elettromeccanico (tipicamente impiegato su frigoriferi a basso costo o di vecchia generazione) o elettronico. In quest'ultimo caso può essere di tipo analogico o digitale (ovvero basato su microprocessore). L'impiego di un microprocessore permette un controllo più efficace dell'elettrodomestico, riducendo l'accumulo di brina e quindi aumentando l'efficienza energetica del frigorifero.
I frigoriferi più moderni adottano la cosiddetta tecnologia "No Frost", che evita la formazione di ghiaccio, eliminando quindi la necessità della sbrinatura periodica. Questa tecnologia viene spesso accompagnata da una ventilazione interna del frigorifero. Questi due accorgimenti tecnologici permettono agli alimenti una maggiore durata e una maggiore resistenza alle muffe.
Per mantenere la freschezza e le proprietà organolettiche dei cibi, la temperatura all'interno del frigorifero dovrebbe essere non superiore a 5 °C, e ancora più bassa (non superiore a 2 °C) nei cassetti per carne e pesce. Tale temperatura è comunque maggiore di quella necessaria all'interno di un congelatore, che dovrebbe essere compresa tra -24 °C e -18 °C.

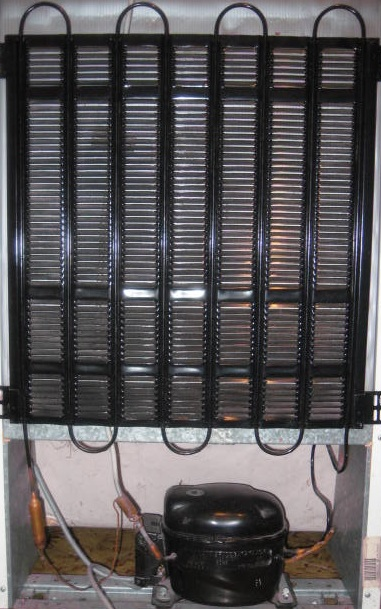
Componenti di un frigorifero domestico (visto da dietro). Sono visibili la serpentina di raffreddamento (in alto) e il compressore con relativo filtro (in basso).
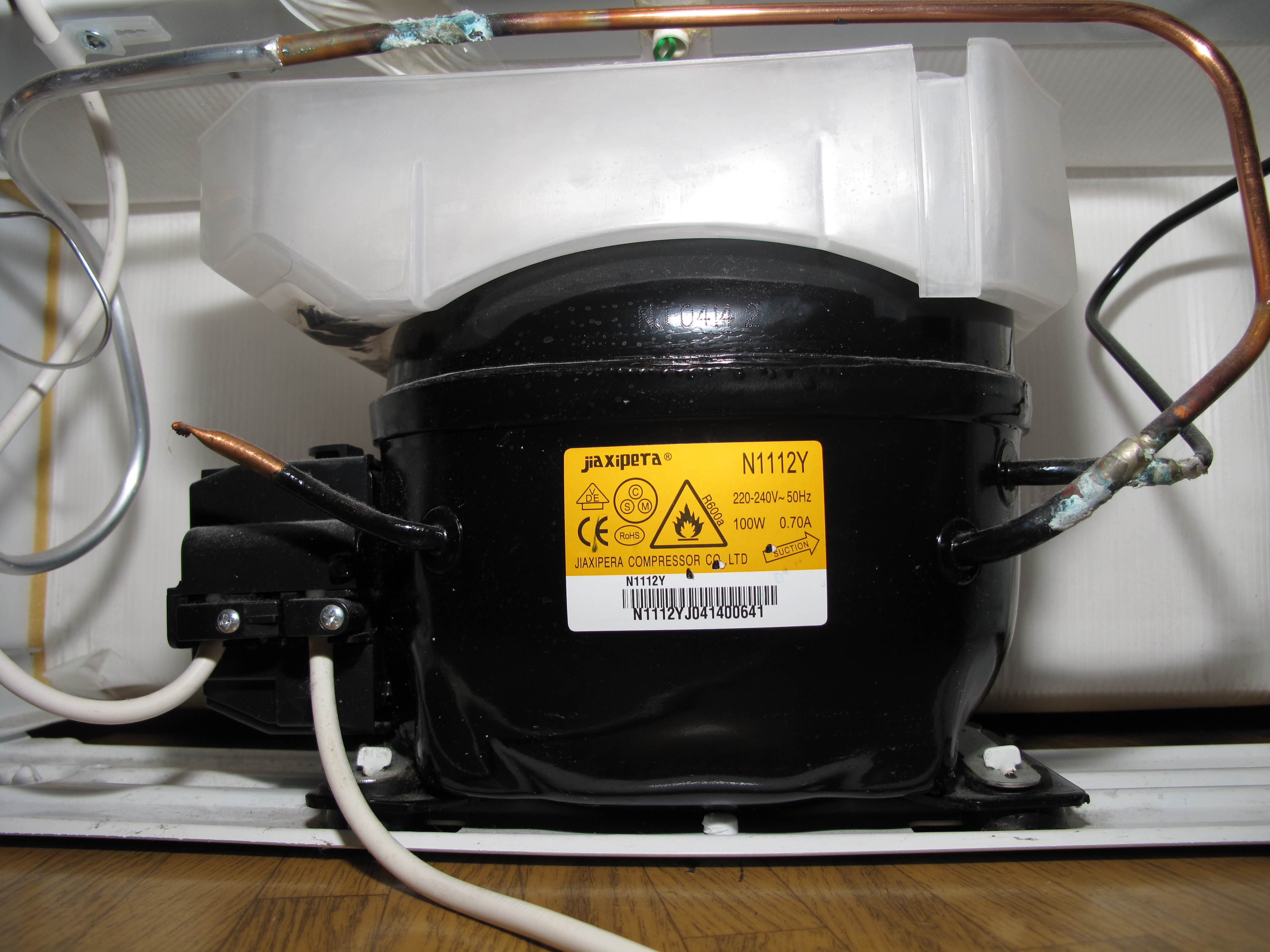
Esempio di compressore di un frigorifero
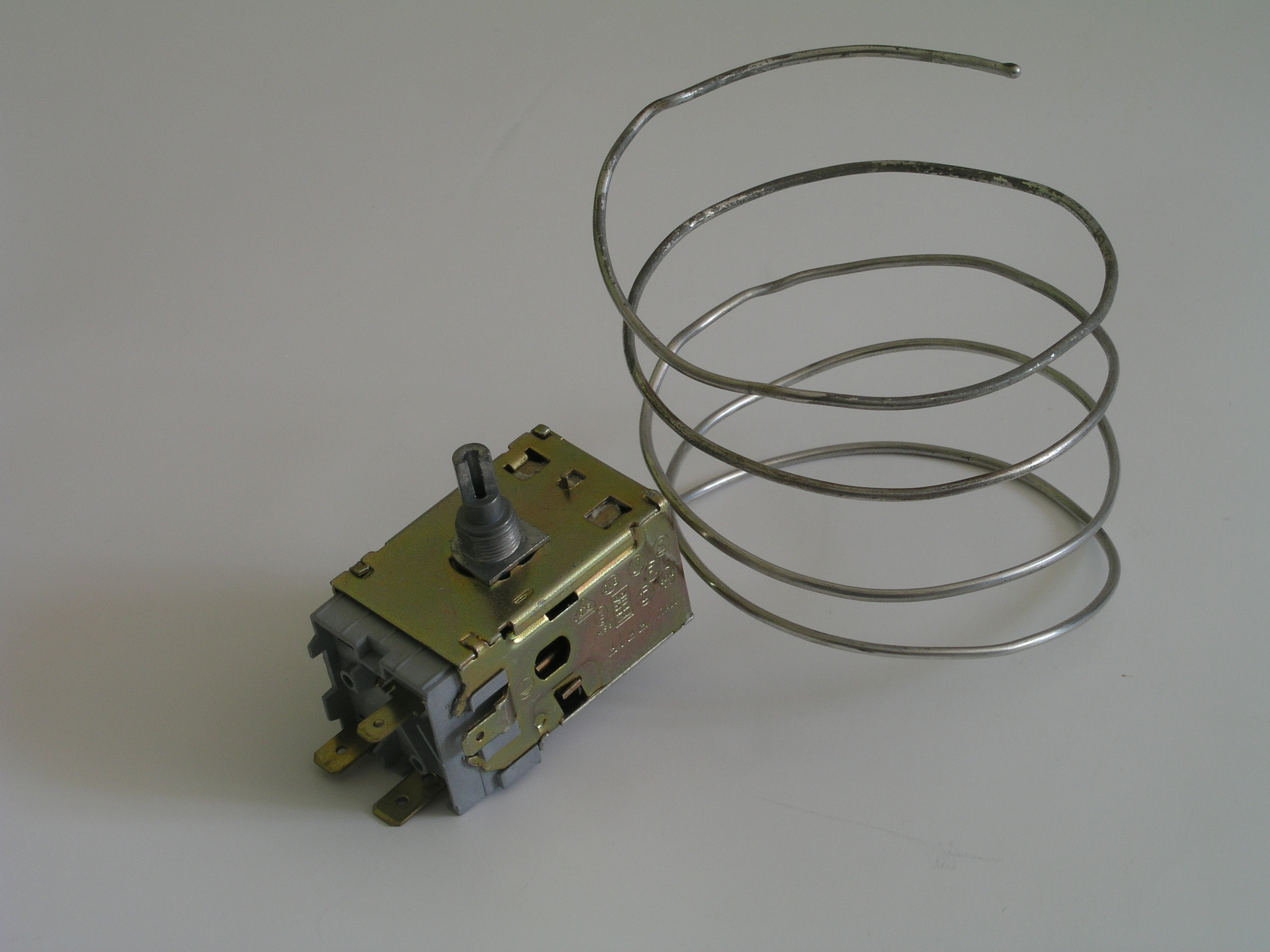
Esempio di termostato di un frigorifero
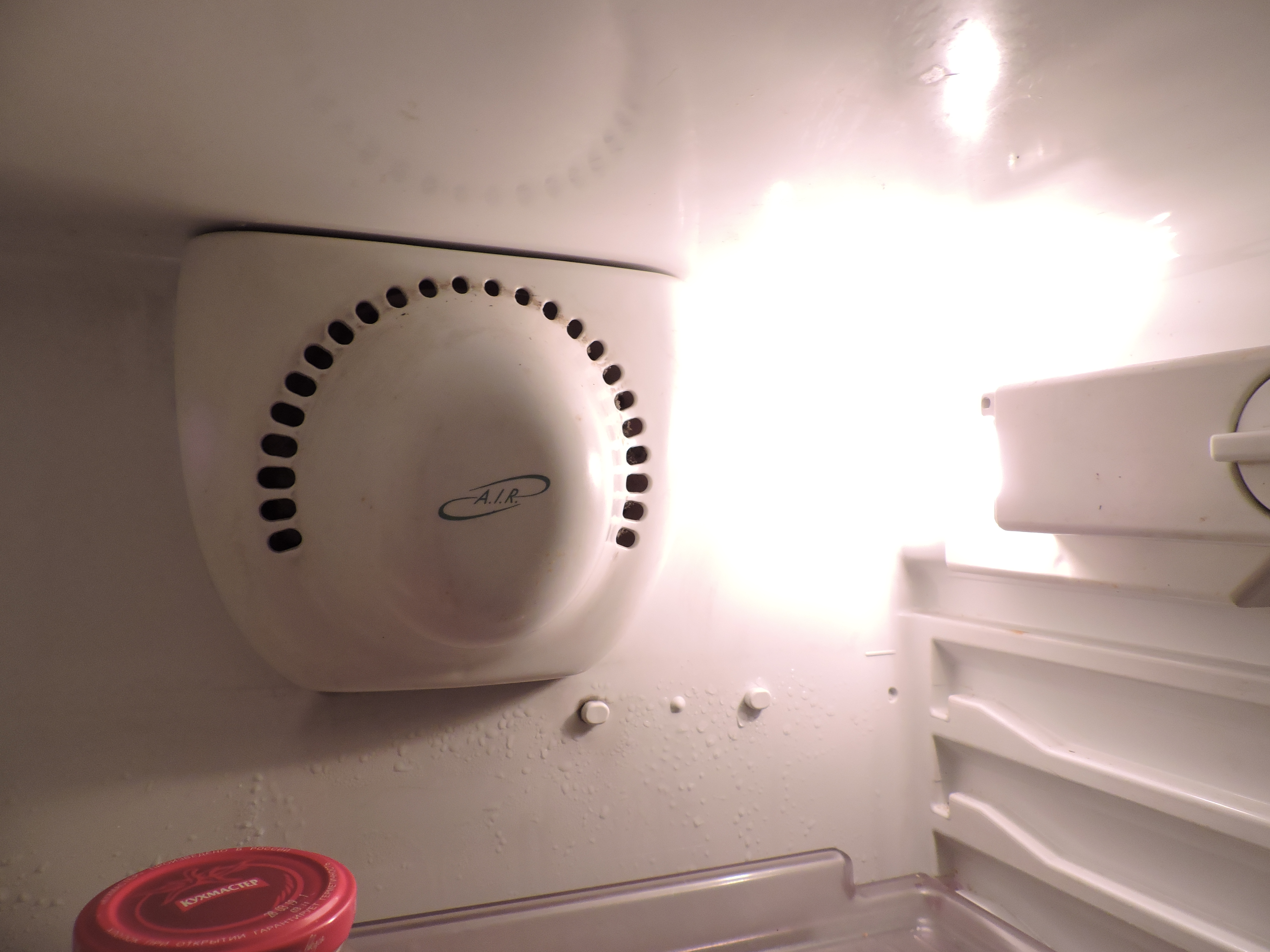
Ventola di un sistema No Frost in un frigorifero domestico

## Tipi
A seconda del numero e della disposizione di porte e di vani, esistono diversi tipi di frigorifero:
- frigoriferi monoporta: hanno una solo porta e dimensioni più ridotte; in alcuni modelli è presente un congelatore in alto;[19]
- frigocongelatori a due porte: sono dotati di un vano frigorifero (in basso) e di un vano congelatore (in alto), separati tra loro;[17]
- frigocongelatori combinati: simili ai frigocongelatori a due porte, ma con il congelatore posizionato in basso;[17]
- frigoriferi "side by side": presentano due porte affiancate, una per accedere al frigorifero (a destra) e l'altra per accedere al congelatore (a sinistra);[17][19] hanno una capienza maggiore rispetto gli altri tipi (anche maggiore di 400 litri) e sono comuni negli Stati Uniti;[17]
- frigoriferi a quattro porte (anche chiamati "French Door"): sono piuttosto ingombranti, come i frigoriferi a due porte, ma con la zona frigorifero in alto e la zona congelatore in basso;[19] come i frigoriferi "side by side", sono comuni negli Stati Uniti.[17]

I frigoriferi da incasso hanno la particolarità di mancare di rivestimento esterno e sono installati all'interno di un apposito mobile, per cui hanno delle dimensioni standard in modo da potersi adattare alle dimensioni del mobile.
I frigoriferi con tecnologia "Door-in-Door" sono dotati di una piccola porta da cui è possibile accedere a un piccolo scompartimento del frigorifero, permettendo così di non aprire tutto il frigorifero per prelevare bevande o piccoli alimenti.

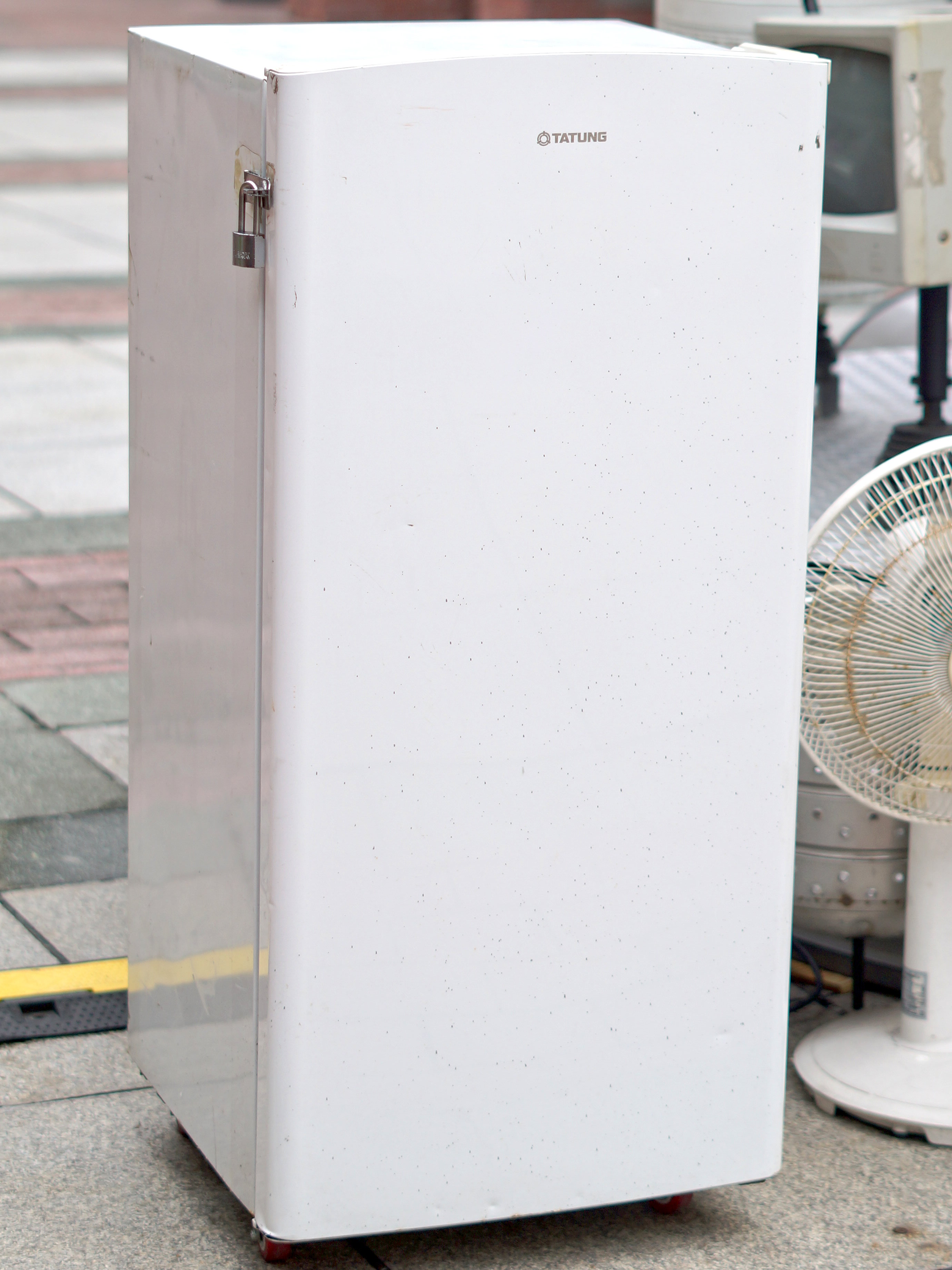
Frigorifero monoporta
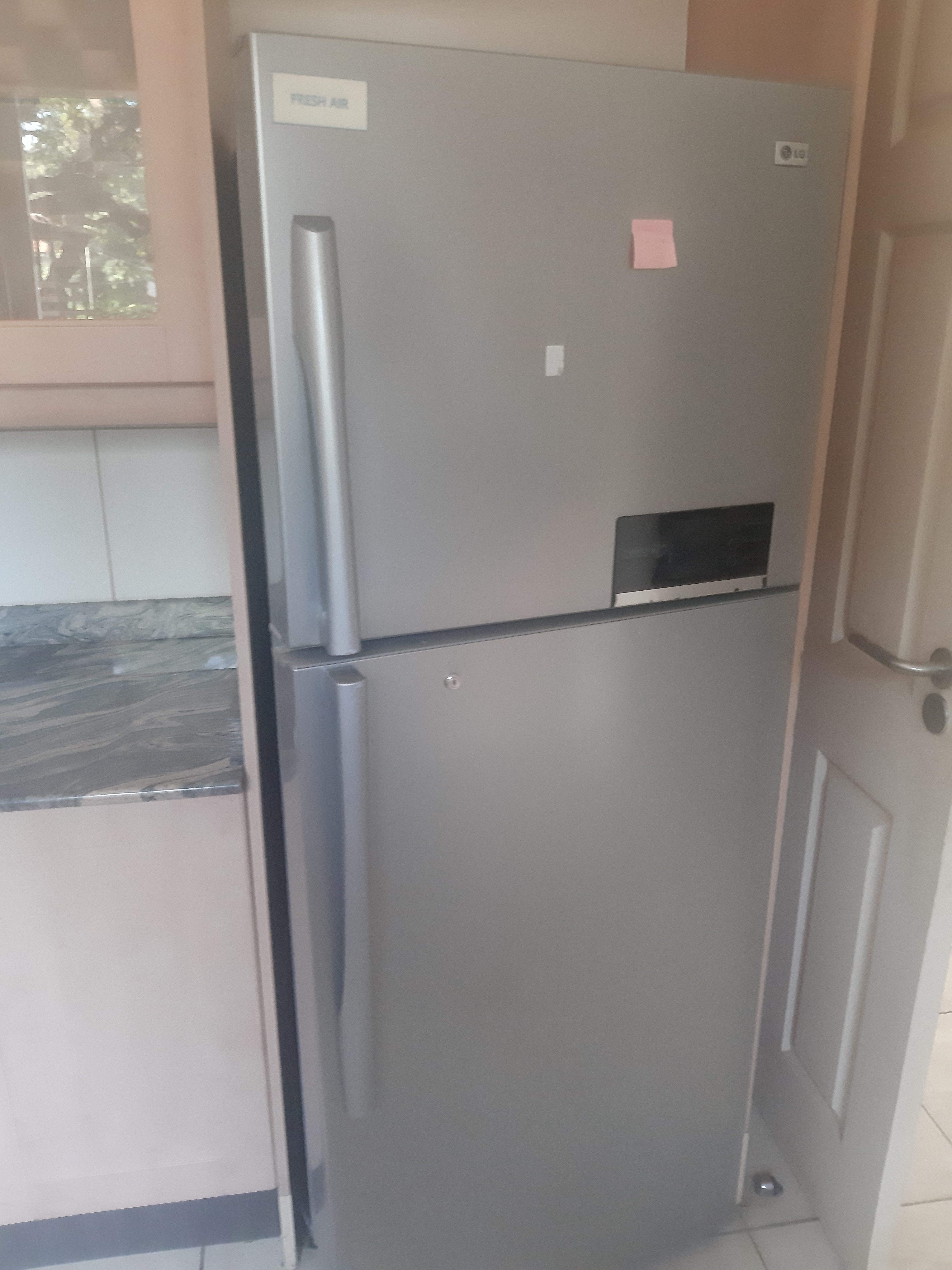
Frigorifero a due porte
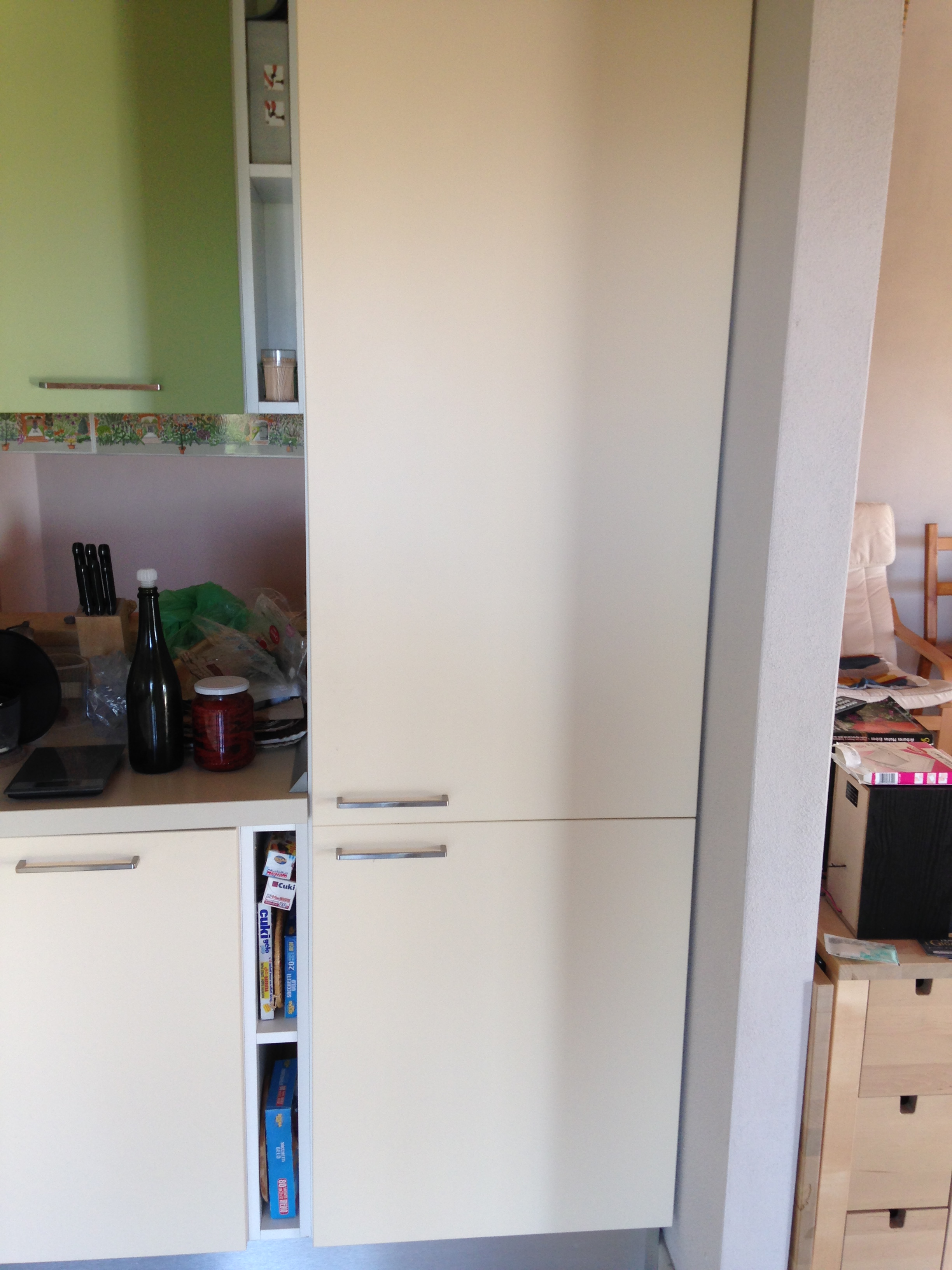
Frigorifero combinato da incasso
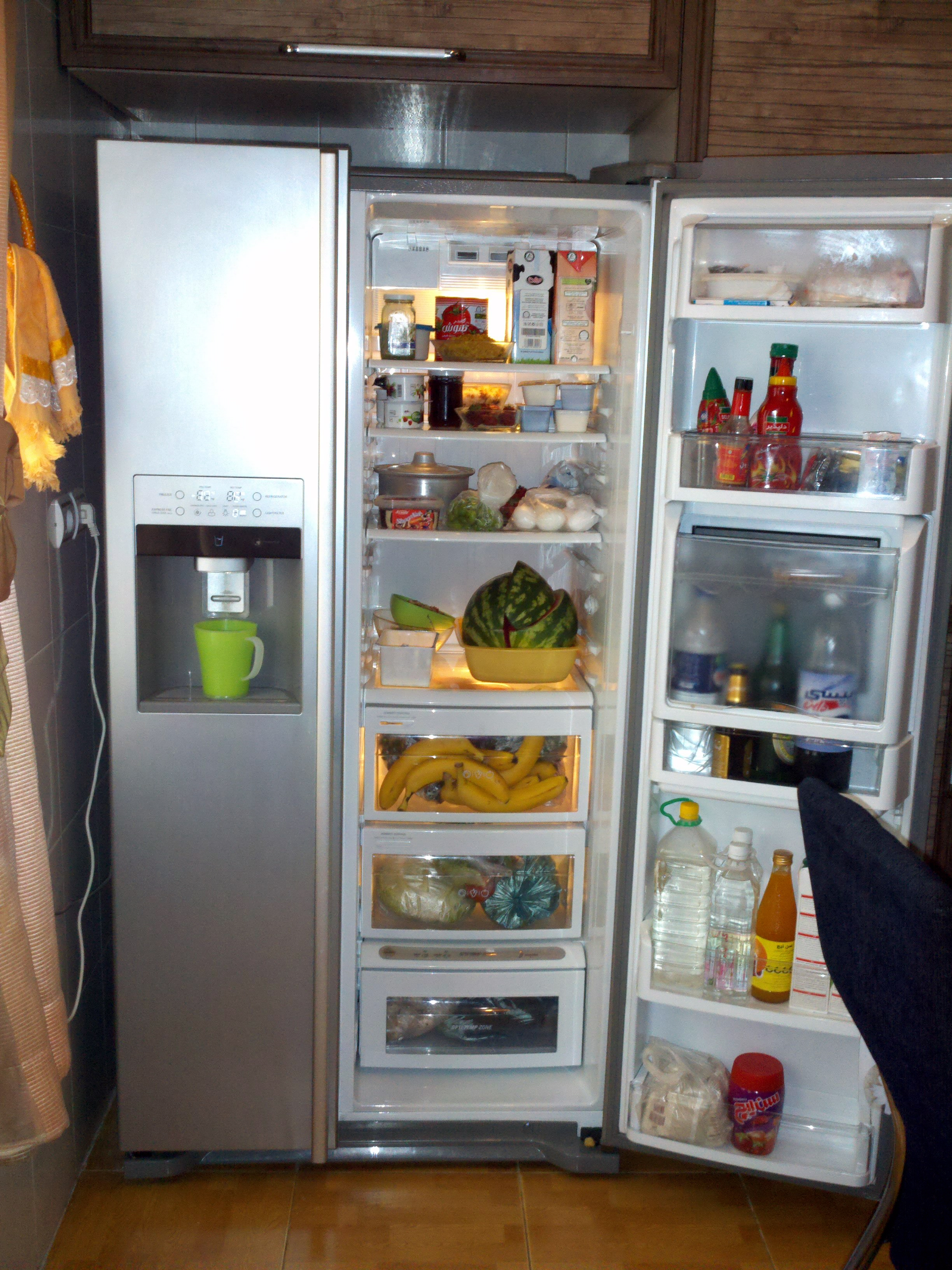
Frigorifero side by side con tecnologia Door-in-Door
Frigorifero a quattro porte con tecnologia Door-in-Door

## Efficienza energetica

Facsimile di etichetta energetica europea 2010-2021 per frigocongelatori

In una casa senza aria condizionata (riscaldamento e/o raffreddamento), in passato, i frigoriferi consumavano più energia di qualsiasi altro elettrodomestico. Nei primi anni 1990 fu tenuta una competizione tra i principali produttori per incoraggiare una maggiore efficienza energetica. Nel 2006 i modelli statunitensi qualificati Energy Star consumavano il 50% di energia in meno rispetto ai modelli del 1974. I più efficienti frigoriferi prodotti negli Stati Uniti consumano circa un chilowattora al giorno (equivalente a 20 W continuativamente), tuttavia anche le unità più ordinarie sono piuttosto efficienti; alcune unità più piccole consumano 0,2 kWh al giorno (equivalente a 8 W continuamente), mentre quelle più grandi, specialmente quelle con grandi congelatori o macchine per il ghiaccio, possono arrivare a consumare anche 4 kWh al giorno (equivalente a 170 W continuamente).
L'Unione europea utilizza un'etichetta obbligatoria di valutazione dell'efficienza energetica basata sulle lettere invece che sull'americana Energy Star; dunque i frigoriferi europei, quando vengono venduti, sono etichettati in base al loro livello di efficienza energetica.
Oltre agli stili standard di refrigerazione a compressione usati nei frigoriferi e congelatori domestici, esistono tecnologie come la refrigerazione ad assorbimento e la refrigerazione magnetica. Nonostante questi design consumino generalmente molta più energia rispetto ai refrigeratori a compressione, altre qualità, come la silenziosità o la possibilità di essere alimentati a gas, possono favorire la scelta di questi modelli in piccoli contenitori, ambienti mobili o in cui il guasto dell'unità avrebbe conseguenze devastanti.
Molti frigoriferi fabbricati negli anni 1930 e 1940 erano molto più efficienti della maggior parte dei modelli successivi. Ciò è parzialmente attribuibile a tutti gli accessori, come per esempio l'auto-scongelamento, che ne riducono drasticamente l'efficienza. Inoltre, dopo la seconda guerra mondiale, lo stile dei frigoriferi ha iniziato a giocare un ruolo più importante dell'efficienza energetica. Questo fu vero specialmente negli USA intorno agli anni 1970, dove divennero popolari i modelli con distributori di ghiaccio o raffreddatori d'acqua. Tuttavia la riduzione dell'efficienza fu causata anche dalla riduzione di materiale isolante utilizzato per tagliare i costi.

## Accorgimenti
Per poter mantenere il frigorifero sempre efficiente, è essenziale permettere alla parte calda di cedere il calore. Per sua natura, un frigorifero raffredda l'interno trasportando il calore fuori, quindi è necessario che la serpentina esterna possa cedere il calore all'ambiente in modo ottimale. Occorre quindi fare in modo che l'elettrodomestico sia posizionato in un posto relativamente ventilato, lontano da fonti di calore; di tanto in tanto può rendersi necessario pulire la griglia posteriore.
Ci si deve preoccupare inoltre che la distanza dal muro sia adeguata per garantire un sufficiente ricambio d'aria, anche se per alcuni modelli recenti, che hanno la serpentina alla base, tale accortezza non è necessaria.
Inoltre, per far sì che il compressore entri in funzione e raffreddi l'interno del frigorifero, la temperatura dell'ambiente in cui l'apparecchio è collocato solitamente non deve essere inferiore ai 5 °C.
Anche quando la serpentina interna è ricoperta di ghiaccio si ha una riduzione dell'efficienza. Nei frigoriferi moderni che adottano la tecnologia No Frost, la ventilazione interna consente di mitigare tale problema, mentre per i modelli non dotati di tale tecnologia, occorre di tanto in tanto procedere allo sbrinamento.